# Machadocara
Machadocara là một chi nhện trong họ Linyphiidae.